# Pruszków
Pruszków is een stad in het Poolse woiwodschap Mazovië, gelegen in de powiat Pruszkowski. De oppervlakte bedraagt 19,15 km², het inwonertal 54.968 (2005).

## Verkeer en vervoer
- Station Pruszków

## Bekende personen

### Geboren
- Adam Zieliński (1931-2022), advocaat, ombudsman en politicus
- Arkadiusz Wrzosek (1992), vechtsporter
- Dominika Grabowska (1998), voetbalster

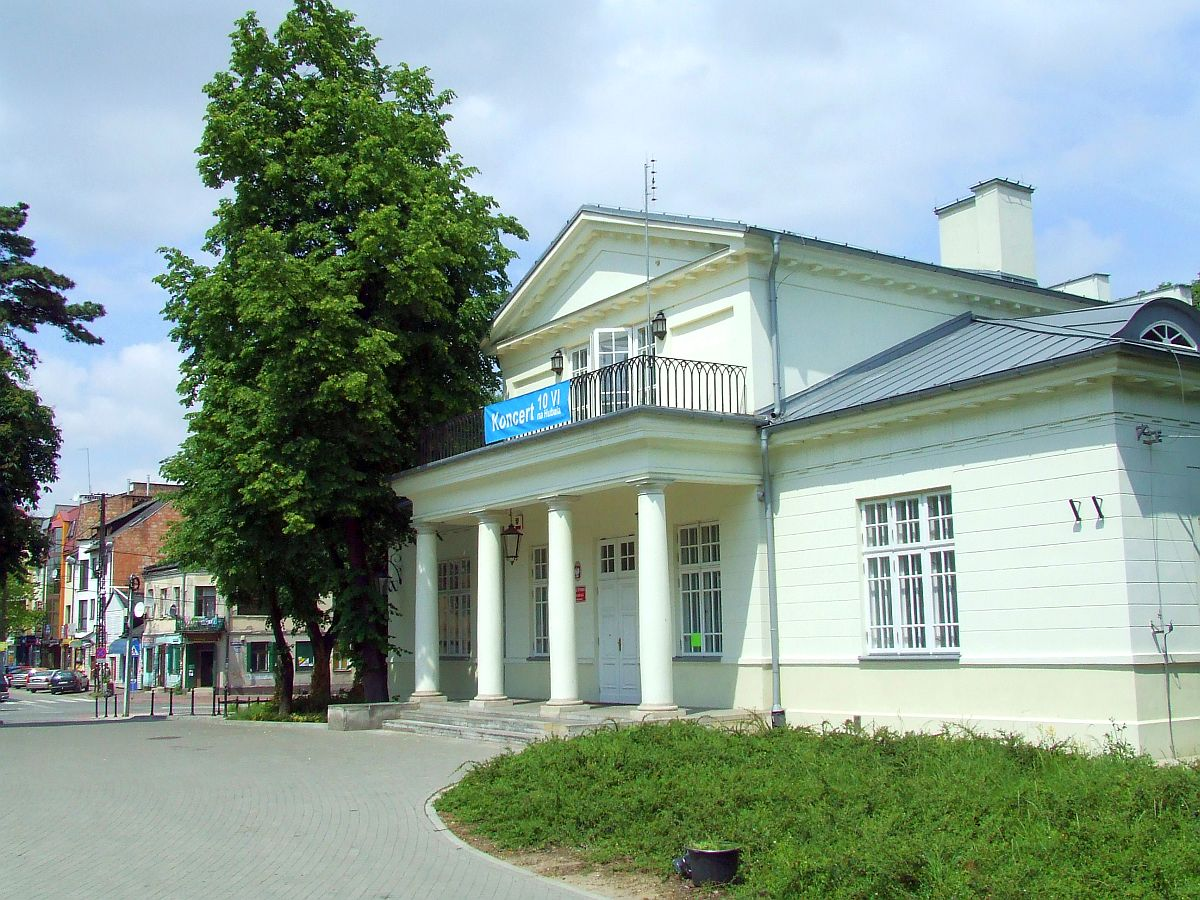
Pałac Potulickich